# Stammliste des Clan Erskine

Ursprüngliches Stammwappen des Clans Erskine

Stammliste des Clans Erskine.

## Stammliste
1. Henry de Erskine (fl. um 1226)
  1. Sir John Erskine of that Ilk (fl. 1260–1271)
    1. Sir William Erskine of that Ilk (fl. 1296)
      1. Sir William Erskine of that Ilk (fl. 1331)
        1. Sir Robert Erskine of that Ilk (1310–1385), ⚭ (1) Beatrice de Lindsay, ⚭ (2) Christian Menteith
          1. (1) Sir Thomas Erskine of that Ilk († 1404), ⚭ (1) Mary Douglas († 1367), Tochter des Sir William Douglas of Liddesdale, ⚭ (2) Janet Keith
            1. Robert Erskine, 1. Lord Erskine († 1452) ⚭ Lady Elizabeth Lindsay, Tochter des David Lindsay, 1. Earl of Crawford
              1. Thomas Erskine, 2. Lord Erskine († um 1491) ⚭ Janet Douglas
                1. Alexander Erskine, 3. Lord Erskine († um 1509), ⚭ (1) Christian Crichton, ⚭ (2) Helen Home, Tochter des Alexander Home, 1. Lord Home
                  1. (1) Robert Erskine, 4. Lord Erskine (⚔ 1513 bei Flodden Field) ⚭ Isabel Campbell
                    1. John Erskine, 5. Lord Erskine († 1552) ⚭ Lady Margaret Campbell, Tochter des Archibald Campbell, 2. Earl of Argyll
                      1. Robert Erskine, Master of Erskine (⚔ 1547 bei Pinkie) ⚭ Lady Margaret Graham, Tochter des William Graham, 2. Earl of Montrose
                        1. David Erskine († 1611), Komtur von Inchmahome Priory und Dryburgh Abbey ⚭ Margaret Haldane

                      2. Thomas Erskine, Master of Erskine († 1551)
                      3. John Erskine, 18. Earl of Mar († 1572) ⚭ Annabel Murray → Nachkommen siehe unten, Linie Erskine of Mar
                      4. Hon. Sir Alexander Erskine of Gogar († 1592) ⚭ Margaret Home
                        1. Mary Erskine ⚭ Sir Dugald Campbell, 1. Baronet
                        2. Sir George Erskine of Innerteil
                          1. Margaret Erskine, ⚭ (1) Sir John Mackenzie, 1. Baronet, ⚭ (2) James Foulis, Lord Colinton
                          2. Anne Erskine ⚭ John Melville, 3. Lord Melville

                        3. Sir James Erskine, M.P.
                          1. Rev. Archibald Erskine
                            1. Anne Erskine ⚭ John Moutray
                            2. Mary Erskine ⚭ William Richardson

                          2. Anne Erskine ⚭ Robert Moutray

                        4. Christian Erskine ⚭ Alexander Home
                        5. Thomas Erskine, 1. Earl of Kellie (1566–1639) ⚭ Anne Ogilvy → Nachkommen siehe unten, Linie Erskine of Kellie

                      5. Katherine Erskine, ⚭ Alexander Elphinstone, 2. Lord Elphinstone
                      6. Margaret Erskine († 1572), Mätresse von König Jakob V., ⚭ Sir Robert Douglas of Lochleven
                      7. Arthur Erskine of Blackgrange († 1571) ⚭ Magdalen Livingston, Tochter des Alexander Livingston, 5. Lord Livingston
                      8. Janet Erskine ⚭ John Murray of Touchadam
                      9. Hon. Elizabeth Erskine ⚭ Sir Walter Seton, 4. Laird of Touch

                    2. Christian Erskine († 1564) ⚭ Sir John Colquhoun of Luss
                    3. Margaret Erskine ⚭ Sir James Haldane, 6. Laird of Gleneagles
                    4. Mary Erskine ⚭ Alexander Cuninghame of Drumquhassle
                    5. Robert Erskine (⚔ 1513 bei Flodden Field)
                    6. Elizabeth Erskine ⚭ Sir James Forrester, 8. Laird of Torwood, 3. Laird of Garden
                    7. James Erskine of Little Saudie
                      1. Sir William Erskine
                        1. Janet Erskine († 1649) ⚭ William Alexander, 1. Earl of Stirling

                  2. (1) Christian Erskine ⚭ David Stewart, 6. Laird of Rosyth
                  3. (1) Agnes Erskine ⚭ Sir William Menteith of Wester Kerse

                2. Isabel Erskine ⚭ Patrick Graham
                3. Margaret Erskine ⚭ William Keith, 1. Earl Marischal
                4. Helen Erskine ⚭ Humphrey Colquhoun, 12. Laird of Luss
                5. Elizabeth Erskine ⚭ Sir Alexander Seton, 1. Laird of Touch

              2. Hon. Christian Erskine, ⚭ (1) Patrick Graham, 2. Lord Graham, Erzbischof von St. Andrews. ⚭ (2) William Charteris of Kinfauns
              3. Lady Janet Erskine ⚭ Walter Stewart, Master of Fife, Sohn des Murdoch Stewart, 2. Duke of Albany

            2. John Erskine, 1. Laird of Dun → Nachkommen siehe unten, Linie Erskine of Dun
            3. Tochter ⚭ James Galbraith, 3. Laird of Culreuch

          2. (1) Nichol Erskine ⚭ Jean de Cambrun
            1. William Erskine of Kinnoull
              1. Sir John Erskine of Kinnoull
                1. Elizabeth Erskine ⚭ Sir Robert Crichton of Sanquhar

          3. (1) Marion Erskine ⚭ Maurice Drummond, 2. Laird of Concraig

### Linie Erskine of Mar
1. John Erskine, 18. Earl of Mar († 1572) ⚭ Annabel Murray → Vorfahren siehe oben, Hauptlinie
  1. John Erskine, 19. Earl of Mar (um 1558–1634), ⚭ (1) Anne Drummond, Tochter des David Drummond, 2. Lord Drummond, ⚭ (2) Lady Mary Stuart, Tochter des Esmé Stewart, 1. Duke of Lennox
    1. (1) John Erskine, 20. Earl of Mar (um 1585–1654) ⚭ Lady Jean Hay, Tochter des Francis Hay, 9. Earl of Erroll
      1. John Erskine, 21. Earl of Mar († 1668), ⚭ (1) Lady Elizabeth Scott, Tochter des Walter Scott, 1. Earl of Buccleuch, ⚭ (2) Jean Mackenzie, Tochter des George Mackenzie, 2. Earl of Seaforth
        1. (2) Charles Erskine, 22. Earl of Mar (1650–1689)
          1. John Erskine, 23. Earl of Mar (1675–1732), ⚭ (1) Lady Margaret Hay, Tochter des Thomas Hay, 7. Earl of Kinnoull, ⚭ (2) Lady Frances Pierrepont, Tochter des Evelyn Pierrepont, 1. Duke of Kingston upon Hull
            1. (1) Thomas Erskine, Lord Erskine (um 1705–1766), M.P., ⚭ Lady Charlotte Hope, Tochter des Charles Hope, 1. Earl of Hopetoun
            2. John Erskine († jung)
            3. (2) Lady Frances Erskine († 1776) ⚭ James Erskine, Sohn des James Erskine, Lord Grange

          2. James Erskine, Lord Grange (1679–1754) ⚭ Rachel Chiesley
            1. Charles Erskine (1709–1776), Lieutenant-Colonel der British Army, ⚭ Agnes Syme
            2. John Erskine (* 1711; † jung)
            3. James Erskine († 1775), ⚭ Lady Frances Erskine, Tochter des John Erskine, 23. Earl of Mar
              1. James Erskine († 1806), Colonel der British Army
              2. John Erskine, 24. Earl of Mar (1741–1825) ⚭ Frances Floyer
                1. John Erskine, 25. Earl of Mar (1772–1828) ⚭ Janet Miller
                  1. John Erskine, 26. Earl of Mar, 11. Earl of Kellie (1795–1866) ⚭ Philadelphia Stuart Stuart-Menteth
                  2. Lady Frances Jemima Erskine († 1842) ⚭ Dr. William James Goodeve 
                    1. John Goodeve-Erskine, 27. Earl of Mar (1836–1930)
                      1. John Goodeve-Erskine, 28. Earl of Mar (1868–1932)

                  3. Lady Jane Janetta Erskine († 1861) ⚭ Edward Wilmot Chetwode

                2. Hon. James Floyer Erskine († 1798) ⚭ Susan Sharpe
                3. Hon. Henry David Erskine (1776–1846) ⚭ Mary Anne Cooksey
                  1. Walter Erskine, 12. Earl of Kellie (1810–1872) ⚭ Elise Youngson
                    1. Walter Erskine, 11. Earl of Mar, 13. Earl of Kellie (1839–1888) ⚭ Mary Anne Forbes
                      1. Walter Erskine, 12. Earl of Mar, 14. Earl of Kellie (1865–1955) ⚭ Lady Susan Violet Ashley-Cooper, Tochter des Anthony Ashley-Cooper, 8. Earl of Shaftesbury
                        1. Lady Elyne Violet Erskine (1893–1893)
                        2. John Francis Ashley Erskine, Lord Erskine (1895–1953), M.P., Major der Socts Guards, ⚭ Lady Marjorie Hervey, Tochter des Frederick Hervey, 4. Marquess of Bristol
                          1. John Erskine, 13. Earl of Mar, 15. Earl of Kellie (1921–1993) ⚭ Pansy Constance Thorne
                            1. James Erskine, 14. Earl of Mar, 16. Earl of Kellie (* 1949) ⚭ Mary Kirk
                            2. Hon. Alexander David Erskine (* 1952) ⚭ Katherine Shawford Capel
                              1. Alexander Capel Erskine (* 1979)
                              2. Isabel Katherine Erskine (* 1982)

                            3. Hon. Michael John Erskine (* 1956) ⚭ Jill Westwood
                              1. Laura Anne Erskine (* 1990)
                              2. Euan Stewart Erskine (* 1992)

                            4. Lady Fiona Erskine (* 1956) ⚭  Andrew Campbell

                          2. Alistair Robert Hervy Erskine (1923–⚔ 1945), Lieutenant der Scots Guards
                          3. Hon. David Hervey Erskine (1924–2004), ⚭ (1) Jean Violet Douglas, ⚭ (2) Caroline Mary Lascelles
                            1. (1) Janet Cicely Erskine (* 1955) ⚭ Gordon Drake Arthur
                            2. (1) Catherine Marjorie Erskine (* 1958) ⚭ Edward Georges Rosedale
                            3. (1) Mary Viola Erskine (* 1962) ⚭ Edward Seymour Adams

                          4. Hon. Robert William Hervey Erskine (* 1930), ⚭ (1) Jennifer Shirley Wood, ⚭ (2) Anne-Marie Lattès, ⚭ (3) Belinda Mary Rosalind Blackburn
                            1. (2) Alistair Robert Erskine (* 1970)
                            2. (3) Thomas Garald Erskine (* 1978)
                            3. (3) Felix Benjamin Erskine (* 1980)

                        3. Hon. Francis Walter Erskine (1899–1972) ⚭ Phyllis Burstall
                          1. Rosemary Susan Erskine (* 1927) ⚭ Mark Alastair Coats
                          2. Robin Francis Erskine (1929–1929)
                          3. Jean Felicity Erskine (1931–1984), ⚭ (1) Hon. Desmond Rupert Strutt, Sohn des Algernon Strutt, 3. Baron Belper, ⚭ (2) Hon. Victor Patrick Hamilton Wills, Sohn des Gilbert Wills, 1. Baron Dulverton

                        4. Lady Elyne Mary Erskine (um 1866–1891)
                        5. Lady Constance Elise Erskine (um 1869–1959)
                        6. Rt. Hon. Sir William Augustus Forbes Erskine (1871–1952) ⚭ Georgiana Viola Eleanor Ward
                          1. Cynthia Romola Erskine (1910–1997) ⚭ Pierre Bressy
                          2. Margaret Elsie Viola Erskine (* 1913) ⚭ Denys Ernest Glynn Oglander

                        7. Lady Mary Erskine (um 1872–1873)
                        8. Lady Louisa Frances Erskine (1875–1965)
                        9. Lady Frances Elizabeth Erskine (um 1877–1967) ⚭ Rev. Frederick Tufnell
                        10. Lady Alice Maud Mary Erskine (1878–1967)
                        11. Hon. Alexander Penrose Forbes Erskine (1881–1925) ⚭ Irene Annette Campbell
                          1. Archibald Walter Forbes Erskine (1918–2002) ⚭ Joan Mary Thérèse Francis Heppel
                            1. Dr. James Alexander Erskine (* 1959) ⚭ Debbie de Lacy-Leacy
                            2. Dr. Robert John Erskine (* 1960) ⚭ Dr. Gillian Margaret Turner
                            3. Benjamin David Erskine (* 1971) ⚭ Aurore Chauprade

                          2. David Alexander John Erskine (1921–2006) ⚭ Margaret Eleanor Pears
                            1. Robin David Erskine (* 1948)
                            2. Peter Alexander Erskine (* 1950)
                            3. Alistair John Erskine (* 1959)

                    2. Hon. Augustus William Erskine (1841–1914) ⚭ Harriet Susannah Forbes
                      1. Henry Walter Coningsby Erskine (1872–1933)
                      2. Eveline Mary Elise Erskine (* 1874) ⚭ Henry Lowther
                      3. Agnes Helen Erskine (1876–1943), Nonne
                      4. Dorothy Christian Erskine (1878–1940) ⚭ James Chapman
                      5. Walter Augustus Erskine (1880–⚔ 1915), Captain der Royal Garrison Artillery
                      6. William Forbes Erskine (1884–1884)

                    3. Hon. Charles Herbert Stewart Erskine (1853–1896), Major der British Army

                  2. Hon. James Augustus Erskine (1812–1885), ⚭ (1) Fanny Dalacombe, ⚭ (2) Elizabeth Bogue Brodie
                    1. (1) Fanny Eliza Erskine († 1897) ⚭ Thomas Bushby Jamieson
                    2. (1) Caroline Erskine († 1865) ⚭ George Pearson
                    3. (1) Marianne Craig Erskine († 1870) ⚭ John Henry Gordon of Aikenhead
                    4. (1) Augustus Erskine (1843–1918) ⚭ Kathleen Lyons
                      1. Busby Lyons Erskine (1890–1962) ⚭ Lilian Blenkey
                        1. Sheelah Katherine Erskine (* 1921)

                      2. Fenton Augustus Erskine (1895–⚔ 1915), 2nd Lieutenant der Royal Marines

                    5. (2) Rachel Georgina Erskine ⚭ Rev. Edward Field Norman
                    6. (2) Elizabeth Mai Erskine († 1951) ⚭ Alexander Cockburn McBarnet
                    7. (2) Lowiny Ida Erskine († 1949) ⚭ Charles James Addison
                    8. (2) William Alexander Ernest Erskine (1857–1934), ⚭ (1) Edith Elizabeth Elliot, ⚭ (2) Amelia Esther Ovens
                      1. (1) Eva Edith Mar Erskine Maconochie (1879–1958) ⚭ Harry Maconochie
                      2. (2) Marguerite Ernestine Louise Erskine (1881–1954), ⚭ (1) Richard Murray McGusty, ⚭ (2) Arthur Gustav Bendir

                    9. (2) Charles Henry Stuart Erskine (1858–1910) ⚭ Constance Claire Elliot
                      1. Constance Gwendoline Erskine Erskine († 1963) ⚭ Eric Charles Robert Hudson
                      2. Marion Esmé Erskine Erskine († 1963)
                      3. Kathleen Nadine Erskine Erskine († 1919)

                    10. (2) Edmond Waterton Coningsby Erskine (1860–1926), ⚭ (1) Evelina Florence Jones, ⚭ (2) Edith Crombie
                      1. (1) Lowiny Leta Arabella Erskine (1883–1971)
                      2. (2) Monica Violet Erskine (1897–1977)

                    11. (2) Walter Kellie Erskine (1868–1901)
                    12. (2) Evelyn Pierrepont Erskine (1870–1953) ⚭ Amy Maria Hough
                      1. Maimie Rhoda Wilhelmina Erskine (* 1898)
                      2. Azelma Aileen Erskine (* 1900)
                      3. Augustus Evelyn Erskine (1901–1963)
                      4. Charles Seymour Erskine (* 1903)
                      5. Edna May Erskine (1903–1952)
                      6. Alice Amy Mar Erskine (* 1906)
                      7. Bessie Constance Erskine (1910–1936)
                      8. Gratney Pierrepont Erskine (1911–1989)
                      9. Robert Fallowfield Erskine (1913–1992)

                    13. (2) Hugh Bushby Johnson (1872–1956) ⚭ Mae Valentine
                      1. John Patrick William Erskine (* 1899)
                        1. Hugh Walter Bushby Erskine ⚭  Doris Gwen Crundwell
                          1. Christine Maria Erskine (* 1946)

                      2. Kellie Edmund Erskine (* 1901) ⚭ Annie Knox
                        1. Kellie Knox Erskine (* 1931) ⚭ Pamela Ann Leer
                          1. Robyn Ann Erskine (* 1963)
                          2. Bryan Andrew Erskine (* 1966)
                          3. Keryn Maree Erskine (* 1971)

                      3. Hugh Pierrepont Clayhills Erskine (* 1903) ⚭ Edith Wilhelmina Ralphs
                      4. James Keith Brodie Erskine (1907–1981) ⚭ Mary Douglas Savage
                        1. Lynette Mary Erskine (* 1950) ⚭ Patrick Philip Duncan
                        2. Catherine Evelyn Erskine (* 1953)
                        3. Joanne Margaret Erskine (* 1960)

                      5. Esmé Mai Lydia Erskine (* 1910) ⚭ Claud Wentworth Jefferson

                    14. (2) Augusta Helena Erskine (1875–1958) ⚭ Thomas George Harkness

                  3. Henry David Erskine (1814–1852) ⚭ Eliza Ingle
                    1. Henry David Erskine (1847–1881)
                    2. Coningsby James Erskine (1849–1925) ⚭ Louisa Jane Baylis
                      1. Evelyn Erskine (1874–1959)

                  4. Lady Anne Caroline Erskine (um 1823–1891) ⚭ Rev. Joseph Haskoll

                4. Rev. Hon. Thomas Erskine (1785–1859) ⚭ Charlotte Watson
                  1. Mary Margaret Anna Erskine (* 1906) ⚭ Rodolph Zwilchenbart
                  2. Thomas Floyer Erskine (1819–1872) ⚭ Emma Hepworth
                    1. Alice Mary Erskine (1858–1946)
                    2. Frances Anne Janet Erskine (1861–1956)

                5. Lady Charlotte Frances Erskine († 1837)
                6. Lady Mary Anne Erskine († 1844)
                7. Lady Charlotte Erskine († 1852)
                8. Lady Jane Erskine († 1857)

            4. Francis Erskine (* 1716; † jung)
            5. Very Rev. John Erskine (* 1720), Dekan von Cork
            6. Mary Erskine (1714–1772), ⚭ John Keith, 3. Earl of Kintore
            7. Jean Erskine (* 1717), ⚭ Mr. Cox
            8. Rachel Erskine (1719–1793)

          3. Henry Erskine (⚔ 1707 bei Almansa), Colonel der British Army
          4. Lady Jean Erskine († 1763) ⚭ Sir Hugh Paterson, 3. Baronet

        2. (2) Lady Barbara Erskine († 1690) ⚭ James Douglas, 2. Marquess of Douglas
        3. (2) Lady Sophia Erskine ⚭ Alexander Forbes, 3. Lord Forbes of Pitsligo
        4. (2) Lady Jean Erskine (* 1649) ⚭ John Cuninghame, 11. Earl of Glencairn
        5. (2) Lady Marie Erskine (* 1657)
        6. (1) Lady Mary Erskine ⚭ Alexander Forbes, 2. Lord Forbes of Pitsligo
        7. (1) Margaret Erskine ⚭ Sir James Graham
        8. (2) Henry Erskine

      2. Lady Elizabeth Erskine ⚭ Archibald Napier, 2. Lord Napier

    2. (2) Lady Margaret Erskine ⚭ John Lyon, 2. Earl of Kinghorne
    3. (2) Lady Anne Erskine († 1640) ⚭ John Leslie, 6. Earl of Rothes
    4. (2) Lady Catherine Erskine († 1635) ⚭ Thomas Hamilton, 2. Earl of Haddington
    5. (2) Henry Erskine, Master of Cardross († 1628) ⚭ Margaret Bellenden → Nachkommen siehe unten, Linie Erskine of Cardross
    6. (2) Sir Charles Erskine of Alva († 1663) ⚭ Mary Hope → Nachkommen siehe unten, Linie Erskine of Alva
    7. (2) Lady Mary Erskine (1597–1667) ⚭ (1) William Keith, 5. Earl Marischal, ⚭ (2) Patrick Maule, 1. Earl of Panmure
    8. (2) James Erskine, 6. Earl of Buchan (1600–1640), ⚭ (1) Mary Douglas, 6. Countess of Buchan, ⚭ (2) Dorothy Knyvett, Tochter des Sir Phillip Knyvett, 1. Baronet → Nachkommen siehe unten, Linie Erskine of Buchan

  2. Lady Mary Erskine († 1575) ⚭ Archibald Douglas, 8. Earl of Angus
  3. Hon. Sir Charles Erskine of Alva
    1. Mary Erskine ⚭ William Hamilton, 3. Laird of Wishaw

#### Linie Erskine of Buchan
1. James Erskine, 6. Earl of Buchan (1600–1640), ⚭ (1) Mary Douglas, 6. Countess of Buchan, ⚭ (2) Dorothy Knyvett, Tochter des Sir Phillip Knyvett, 1. Baronet → Vorfahren siehe oben, Linie Erskine of Mar
  1. James Erskine, 7. Earl of Buchan († 1664) ⚭ Lady Marjory Ramsay, Tochter des William Ramsay, 1. Earl of Dalhousie
    1. William Erskine, 8. Earl of Buchan († 1695) ⚭ Marjory Foulis

  2. Lady Marjory Mary Erskine, ⚭ (1) Simon Fraser, 2. Laird of Inverallochy, ⚭ (2) Charles Fraser, 4. Lord Fraser
  3. Margaret Erskine ⚭ William Grey of Invereightie

#### Linie Erskine of Cardross
1. Henry Erskine, Master of Cardross († 1628) ⚭ Margaret Bellenden → Vorfahren siehe oben, Linie Erskine of Mar
  1. David Erskine, 2. Lord Cardross (1627–1671), ⚭ (1) Anne Hope, ⚭ (2) Mary Bruce
    1. (1) Henry Erskine, 3. Lord Cardross (1650–1693) ⚭ Catherine Stewart
      1. David Erskine, 9. Earl of Buchan (1672–1745), ⚭ (1) Frances Fairfax, ⚭ (2) Isabella Blackett, Tochter des Sir William Blackett, 1. Baronet
        1. Lady Frances Erskine ⚭ James Gardiner
        2. Lady Katherine Anne Erskine († 1733) ⚭ Hon. William Fraser of Fraserfield, Sohn des William Fraser, 12. Lord Saltoun
        3. Henry David Erskine, Lord Auchterhouse (* 1699; † jung)
        4. David Erskine, Lord Auchterhouse (* 1703; † jung)
        5. Henry Erskine, 10. Earl of Buchan (1710–1767) ⚭ Agnes Steuart, Tochter des Sir James Steuart, 1. Baronet
          1. Hon. Isabella Erskine († 1824), ⚭ (1) William Leslie Hamilton, ⚭ (2) John Cuninghame, 15. Earl of Glencairn
          2. David Erskine, Lord Cardross (1741–1747)
          3. David Erskine, 11. Earl of Buchan (1742–1829) ⚭ Margaret Fraser
            1. (illegitim) Sir David Erskine ⚭ Hon. Elizabeth Erskine († 1800)

          4. Hon. Henry Erskine (1746–1817), ⚭ Christian Fullerton
            1. Henry Erskine, 12. Earl of Buchan (1783–1857), ⚭ (1) Elizabeth Cole Shipley, ⚭ (2) Elizabeth Harvey
              1. (1) Lady Alicia Diana Erskine († 1891), ⚭ (1) Rev. Hon. Somerville Hay, Sohn des William Hay, 17. Earl of Erroll, ⚭ (2) James Young
              2. (1) Henry Erskine, Lord Cardross (1812–1836) ⚭ Jane Halliday Torrie
                1. Joan Berry Erskine (1833–1870) ⚭ Rev. George Eden Biber-Erskine
                2. Henry Shipley Erskine, Lord Cardross (1834–1849)

              3. (1) David Erskine, 13. Earl of Buchan (1815–1898), ⚭ (1) Agnes Graham Smith, ⚭ (2) Maria James
                1. Shipley Erskine, 14. Earl of Buchan (1850–1934) ⚭ Rosalie Louisa Sartoris
                  1. Ronald Erskine, 15. Earl of Buchan (1878–1960)
                  2. Lady Muriel Agnes Stuart Erskine (1879–1967) ⚭ Hon. Charles Strathavon Heathcote-Drummond-Willoughby, Sohn des Gilbert Heathcote-Drummond-Willoughby, 1. Earl of Ancaster
                  3. Lady Evelyn Hilda Stuart Erskine (1883–1939) ⚭ Walter Guinness, 1. Baron Moyne

                2. Hon. Albany Mar Stuart Erskine (1852–1933) ⚭ Elizabeth Kate Craddock
                  1. Rose Agnes Jessie Stuart Erskine (* 1910) ⚭
                  2. Gladys Evelyn Stuart Erskine (* 1916) ⚭ Johannes Adalbert Hopmann
                  3. Nancy Elizabeth Stuart Erskine (1921–1994) ⚭ Frank Stanley Stone

              4. (2) Lady Margaret Erskine († 1872) ⚭ Rev. Sir William Vincent, 12. Baronet

          5. Thomas Erskine, 1. Baron Erskine (1750–1823), ⚭ (1) Frances Moore, ⚭ (2) Sarah Buck → Nachkommen siehe unten, Linie Erskine of Restormel Castle

      2. Hon. William Erskine ⚭ Margaret Erskine
        1. John Erskine († 1741)
        2. Katherine Erskine ⚭  Daniel Campbell, 1. Laird of Shawfield

      3. Hon. Charles Erskine († 1763)
      4. Hon. Thomas Erskine
        1. Katherine Erskine ⚭ Gilbert Laurie of Polmont

    2. (2) Hon. William Erskine, Colonel, ⚭ Magdalen Lumsdain
      1. William Erskine († 1754), Colonel, ⚭ Henrietta Baillie
        1. Margaret Erskine ⚭ Archibald Stirling of Keir
        2. Sir William Erskine, 1. Baronet of Torry (1728–1795), General der British Army, ⚭ Frances Moray
          1. Sir William Erskine, 2. Baronet of Torry (1770–1813), General der British Army, ⚭
          2. Sir James Erskine, 3. Baronet of Torry (1772–1825), Lieutenant-General der British Army, ⚭ Lady Louisa Paget, Tochter des Henry Paget, 1. Earl of Uxbridge
          3. Frances Erskine (um 1773–1798) ⚭ Lt.-Gen. William Wemyss
          4. Sir John Erskine, 4. Baronet of Torry (1776–1836)

    3. (2) Hon. John Edmund Erskine (1662–1743), M.P., Lieutenant-Colonel, ⚭ (1) Jane Mure, ⚭ (2) Anna Dundas, ⚭ (3) Lilias Stirling, ⚭ (4) Mary Stuart
      1. (2) Mary Erskine († 1723) ⚭ Alexander Leslie, 7. Earl of Leven
      2. (2) John Erskine (1695–1768), ⚭ (1) Margaret Melville, ⚭ (2) Anne Stirling
        1. (1) Rev. John Erskine (1721–1803) ⚭ Hon. Christian Mackay, Tochter des George Mackay, 3. Lord Reay
          1. Mary Erskine († 1817) ⚭ Charles Stuart

        2. (2) Archibald Erskine († 1804), Major, ⚭ Margaret Barclay-Maitland
          1. John Erskine († 1861)

        3. (2) Christian Erskine († 1788) ⚭ Sir William Stirling, 4. Baronet
        4. (2) James Erskine (1732–1802) ⚭  Lady Christian Bruce, Tochter des William Bruce, 8. Earl of Kincardine
          1. John Erskine  († 1792)
          2. David Erskine (1772–1847) ⚭ Hon. Keith Elphinstone, Tochter des John Elphinstone, 11. Lord Elphinstone
            1. James Erskine (1804–1844) ⚭ Mary Eliza Fagan
              1. Sir Henry David Erskine (1838–1921) ⚭ Lady Horatia Elizabeth Seymour, Tochter des Francis Seymour, 5. Marquess of Hertford
                1. Hon. James Francis Erskine (1862–1936), Brigadier-General der Scots Guards, ⚭ Margaret Beatrix Lambton
                  1. Christian Erskine (1901–1985) ⚭ Hugh Salvin Bowlby
                  2. Malcolm David Erskine (1903–1949), Brigadier der Scots Guards

                2. Seymour Elphinstone Erskine (1863–1945), Admiral der Royal Navy, ⚭ Florence Laetitia Baker
                3. Walter Hugh Erskine (1870–1948) ⚭ Violet Emily Gregory
                4. Alan David Erskine (1872–1947) ⚭ Enid Rate
                  1. Ian David Erskine (1898–1973), Major-General der British Army, ⚭ Mariora Alers-Hankey
                  2. Patience Lina Erskine (1901–1980)

                5. Rachel Augusta Erskine (1875–1953), ⚭ Allan Cyprian Bourne Webb
                6. Sir Arthur Edward Erskine (1881–1963) ⚭ Rosemary Freda Baird
                  1. Keith George David Erskine (1922–1923)
                  2. Donald Seymour Erskine (1925–2017) ⚭ Catharine Annandale McLelland
                    1. Caroline Janet Erskine (* 1954)
                    2. Fiona Catharine Erskine (* 1956)
                    3. James Malcolm Kenneth Erskine (* 1957), Major der Black Watch (Royal Highland Regiment)
                    4. Julia Rosemary Erskine (* 1962)
                    5. Joanna Christian Erskine (* 1968)

                  3. Angus Bruce Erskine (* 1928), Commander der Royal Navy

              2. Sir James Elphinstone Erskine (1838–1911), Admiral der Royal Navy, ⚭ Margaret Eliza Constable
                1. David Victor Fairfax Erskine (* 1886), Commander der Royal Navy, ⚭ Mabel Dorothy Webb
                2. Izme Veronica Doreen Erskine (1890–1935)

            2. John Elphinstone Erskine (1806–1887), M.P., Admiral der Royal Navy
            3. George Keith Erskine (1809–1849) ⚭ Selina Chambers
              1. George Elphinstone Erskine (1841–1912), Major-General der Indian Army, ⚭ (1) Blanche Cates, ⚭ (2) Eva Constance Sarah Edwards
                1. (1) Catherine Constance Selina Erskine (* 1862) ⚭ Robert Henry William Dunn
                2. (1) Keith Erskine (1863–1914), Lieutenant-Colonel der Indian Army
                3. (1) Charles Ellis Hay Erskine (1866–1902) ⚭ Gertrude de Bary Saunders
                4. (2) Sir George Watkin Eben James Erskine (1899–1965), General der British Army, ⚭ Ruby de la Rue
                  1. Philip Neil Erskine (1933–2013), Major der Scots Guards, ⚭ Alice Fiona Radcliffe
                    1. Robert Keith Erskine (* 1936) ⚭ Susan Morag Edmonstone
                    2. Polly Elizabeth Erskine (* 1945) ⚭ Paul Lanfear Harold Bristol

              2. Charles Mountstuart Erskine (1843–1898), Lieutenant-Colonel der British Army, ⚭ Nellie Ashburner
                1. Emily Olive Erskine († 1935) ⚭ Sir Charles William Charteris Casson
                2. John Elliot Erskine (* 1878)

          3. William Erskine (1780–1805), Major des 71st Regiment of Foot, ⚭ Elizabeth Myers

      3. (4) Charles Erskine (1731–1771)

    4. Hon. Magdalene Erskine ⚭ Alexander Monypenny, 20. Laird of Pitmilly
    5. Hon. Anne Erskine (1692–1716) ⚭ Archibald Edmonstone, 10. Laird of Duntreath

##### Linie Erskine of Restormel Castle
1. Thomas Erskine, 1. Baron Erskine (1750–1823), ⚭ (1) Frances Moore, ⚭ (2) Sarah Buck → Vorfahren siehe oben, Linie Erskine of Cardross
  1. (1) Hon. Frances Erskine († 1859) ⚭  Rev. Dr. Samuel Holland
  2. (1) Hon. Elizabeth Erskine († 1800) ⚭ Sir David Erskine
  3. (1) Hon. Mary Erskine († 1864) ⚭ Edward Morris
  4. (1) David Erskine, 2. Baron Erskine (1777–1855), ⚭ (1) Frances Cadwallader, ⚭ (2) Anne Bond Travis, ⚭ (3) Anna Cunninghame Graham
    1. (1) Hon. Sevilla Erskine († 1835) ⚭ Sir Henry Francis Howard
    2. (1) Hon. Frances Erskine († 1876) ⚭ Gabriel Shawe
    3. (1) Hon. Mary Erskine († 1874) ⚭ Herman Graf von Paumgarten
    4. (1) Hon. Harriett Erskine († 1855) ⚭ Charles Woomass
    5. (1) Thomas Erskine, 3. Baron Erskine (1802–1877) ⚭ Louisa Newnham
    6. (1) John Erskine, 4. Baron Erskine (1804–1882), ⚭ (1) Margaret Martyn, ⚭ (2) Maria Louisa Cullen Campbell
      1. (1) Hon. Fanny Macnaghten Erskine († 1872) ⚭ Standish G. Rowley
      2. (1) Hon. Margaret Catherine Erskine († 1940), ⚭ (1) Rev. Evelyn Henry Villebois Burnaby, ⚭ (2) Sydney Beaumont Willoughby
      3. (1) William Erskine, 5. Baron Erskine (1841–1913) ⚭ Caroline Alice Martha Grimble
        1. Montagu Erskine, 6. Baron Erskine (1865–1957) ⚭ Florence Flower
          1. Hon. Victoria Esmée Erskine (* 1897) ⚭ Harry Aitken Hewat, Air Commodore der Royal Air Force
          2. Donald Erskine, 16. Earl of Buchan (1899–1984) ⚭ Christina Baxendale
            1. David Stuart Erskine (1928–1933)
            2. Malcolm Erskine, 17. Earl of Buchan (1930–2022) ⚭ Hilary Diana Cecil Power
              1. Henry Erskine, 18. Earl of Buchan (* 1960) ⚭ Charlotte Catherine Lucinda Beaumont
                1. Alexander Erskine, Lord Cardross (* 1990)
                2. Frederick Alastair Erskine (* 1992)

              2. Lady Seraphina Mary Erskine (* 1961) ⚭ Stephen K. Berry
              3. Hon. Montagu John Erskine (* 1966) ⚭ Rachel Elizabeth Pryor
              4. Lady Arabella Fleur Erskine (* 1969), ⚭ (1) Francis Robin Charles Salvesen, ⚭ (2) Mark A. Biddle

            3. Hon. Sarah Louise Erskine (* 1931) ⚭ Norman Neill-Fraser
            4. Hon. Caroline Flower Erskine (* 1935) ⚭ John Robin William Lingard

          3. Hon. Richard Alastair Erskine (1901–1987) ⚭ Patricia Norbury
            1. Duncan FitzGerald Erskine (* 1936), ⚭ (1) Jillian Lavinia Mary Budge, ⚭ (2) Jillian Lavinia Mary Budge
            2. Melanie Erskine (* 1938) ⚭ Sir John Patrick McLannahan Power, 3. Baronet
            3. Niall Stuart Erskine (1939–1941)

        2. Hon. Margaret Erskine (1866–1947)
        3. Hon. Stuart Ruaraidh Joseph Erskine (1869–1960) ⚭ Muriel Lillas Colquhoun Graham
          1. Alison Colquhoun Erskine (1893–1894)

        4. Hon. Esmé Standish Erskine (1873–1924)

    7. (1) Hon. Steuarta Erskine (1810–1863) ⚭ Timothy Yeats-Brown
    8. (1) Hon. Elizabeth Erskine (um 1812–1886) ⚭ Sir St. Vincent Keene Hawkins-Whitshed, 2. Baronet
    9. (1) Hon. David Erskine (1816–1903), Lieutenant-Colonel der Natal Carabiniers, ⚭ (1) Anne Maria Spode, ⚭ (2) Emma Florence Mary Harford, 
      1. (1) Annie Barton Erskine ⚭ Arthur H. Pain
      2. (1) Frances Cadwallader Erskine (1840–1914) ⚭ Sir Michael Henry Gallwey
      3. (1) Steuart Townsend Erskine (1844–1918) ⚭ Jessie Smith Buchanan
      4. (1) St. Vincent Whitshed Erskine (1846–1918) ⚭ Alice Lindley Buchanan
        1. Renira Erskine Erskine ⚭ Percy George Grant-Dalton
        2. Echo Emmeline Erskine († 1876)
        3. Gyneth Erskine
        4. Iris Erskine ⚭ Frederic Townsend-Moorland
        5. Charles Howard Erskine (1871–1918) ⚭ Charlotte Mildred Greathead
          1. George St. Vincent Erskine (* 1905) ⚭ Ruth Genevieve Nelson
            1. Charles Nelson Erskine (* 1938) ⚭ Linda Ruth McReynolds

        6. Esmé Nourse Erskine (1884–1962) ⚭ Elizabeth Susan Matilda Reinders

      5. (1) Robert Henry Erskine (1848–1873)
      6. (2) Herman Harford Erskine (1871–1939) ⚭ Adela Eva Nevins
        1. Angela Augusta Erskine, ⚭ (1) Barry H. Howe, ⚭ (2) Ronald Hayne

      7. (2) Robert Henry Erskine (1874–1933) ⚭ Clara Gudrun Howden-Runnenkamp
      8. (2) Sevilla Florence Erskine (1875–1967) ⚭ George Glass Hooper
      9. (2) Gwladis Kathleen Erskine (1878–1960), ⚭ (1) Percy John Ling, ⚭ (2) Aubrey George Erskine Shaw

    10. (1) Hon. Edward Morris Erskine (1817–1883) ⚭ Caroline Vaughan
      1. Mary Maud Erskine († 1892), ⚭ (1) William John Percy Lawton, ⚭ (2) Rev. George William Charles Skene
      2. Elizabeth Steuarta Erskine († 1905) ⚭ Offley John Crewe-Read
      3. Evelyn Constance Erskine († 1926) ⚭ Francis William White
      4. Christian Edith Eleanor Erskine

    11. (1) Hon. Jane Plumer Erskine (1818–1846) ⚭ James Henry Callander
    12. (1) James Stuart Freiherr von Erskine (1821–1904) ⚭ Wilhelmina Gräfin von Törring-Minucci
      1. Hermine Maria Freiin von Erskine ⚭ Hermann von Sicherer
      2. Hermann David Montagu Freiherr von Erskine (1854–1934)

  5. (1) Very Rev. Hon. Henry David Erskine (1786–1859) ⚭ Lady Mary Harriet Dawson, Tochter des John Dawson, 1. Earl of Portarlington
    1. Harriet Frances Erskine (1814–1907)
    2. Louisa Lucy Erskine (1816–1865) ⚭ Rev. Thomas Frederick Rudston-Read
    3. Caroline Stuart Erskine (1818–1890)
    4. George David Erskine (1820–1897) ⚭ Eleanor Elizabeth Wintle
    5. Fanny Louisa Erskine (1823–1908) ⚭ Henry Linwood Strong
    6. Anne Agnes Erskine (1827–1912) ⚭ Robinson Fowler
    7. Julia Henrietta Erskine (1827–1891) ⚭ Lt.-Gen. Broadley Harrison

  6. (1) Rt. Hon. Thomas Erskine (1788–1864), Richter am Court of Common Pleas, ⚭ Henrietta Eliza Trail
    1. Henry Trail Erskine (1815–1865)
    2. Rev. Thomas Erskine (1828–1878) ⚭ Emmeline Augusta Adeane
      1. Henry Adeane Erskine (1857–1953), Colonel der British Army, ⚭ Florence Eliza Palmer Chapman
        1. Margaret Helen Erskine († 1974)
        2. Christian Mary Erskine († 1987)
        3. Henry David Erskine (1897–⚔ 1915), Midshipman der Royal Navy
        4. Griselda Rachel Beatrice Erskine (1900–1995) ⚭ Canon George David Archer

      2. Thomas Edward Erskine (1859–1916) ⚭ Amy Gertrude Bruce
        1. Dr. Marjory Rachel Helen Erskine (1889–1981)
        2. Diana Isabel Erskine (1892–1986) ⚭ Sir Hugo Meynell FitzHerbert, 6. Baronet
        3. Violet Amy Erskine (1894–1996) ⚭ Sir Horace James Seymour
        4. Thomas Erskine (1898–1967)
        5. John Steuart Erskine (1900–1981) ⚭ Rachel Diana Mary Rickman
          1. David Steuart Erskine (* 1929) ⚭ Elizabeth Kramarev
          2. Dr. Anthony John Erskine (* 1931) ⚭ Janet Madeline Clarke
          3. Roger Thomas Erskine (1933–1975) ⚭ Florence Elizabeth Taylor

      3. Edward John Erskine (1864–1917) ⚭ Gertrude Harding
        1. Sybil Gertrude Erskine (1892–1985) ⚭ John Joseph Power
        2. Oona Maud Erskine (1894–1985) ⚭ John Eynon Wood
        3. Steuart Edward Erskine (1902–1992) ⚭ Margery Luxton Clendening
          1. Patricia Louise Erskine (* 1934)
          2. John Steuart Erskine (* 1937)

      4. Robert Steuart Erskine († 1913) ⚭ Beatrice Caroline Strong

  7. (1) Hon. Esmé Stuart Erskine (1789–1817), Lieutenant-Colonel der British Army, ⚭ Eliza Bland Smith
    1. Thomas Erskine (* 1810)
    2. Esmé Stuart Erskine (1811–1833)
    3. Henry Erskine (* 1814)

  8. (2) Erskine Thomas Erskine (um 1809–1893), Major der Bengal Army, ⚭ Apollonia Osmond
    1. Louisa Caroline Erskine, ⚭ (1) Robert Percival Allen, ⚭ (2) William Webster

  9. (2) Alfred Erskine (1810–um 1830)
  10. (2) Agnes Sarah Erskine (1812–1883)
  11. (2) Hon. Hampden Erskine (* 1821)

#### Linie Erskine of Alva
1. Sir Charles Erskine of Alva († 1663) ⚭ Mary Hope → Vorfahren siehe oben, Linie Erskine of Mar
  1. Sir Charles Erskine, 1. Baronet of Alva (1643–1690) ⚭ Christian Dundas, Tochter des Sir James Dundas, Lord Arniston
    1. John Erskine (1660–um 1670)
    2. Mary Erskine (* 1666) ⚭ Sir William Stirling, 2. Baronet
    3. Charles Erskine (1667–um 1675)
    4. Sir James Erskine, 2. Baronet of Alva (1668–⚔ 1693 bei Neerwinden)
    5. Helen Erskine (* 1671) ⚭ John Haldane, 14. Laird of Gleneagles
    6. Sir John Erskine, 3. Baronet of Alva (1675–1739), M.P., ⚭ Catherine St. Clair
      1. Sir Charles Erskine, 4. Baronet of Alva (⚔ 1747 bei Lauffeldt), Major der Royal Scots, ⚭ Henrietta Fraser
      2. Sir Henry Erskine, 5. Baronet of Alva († 1765), M.P., Lieutenant-General der British Army, ⚭ Janet Wedderburn, Schwester des Alexander Wedderburn, 1. Earl of Rosslyn
        1. Lady Henrietta Maria Erskine († 1820)
        2. James St. Clair-Erskine, 2. Earl of Rosslyn (1762–1837) ⚭ Harriet Elizabeth Bouverie → Nachkommen siehe unten, Linie St. Clair-Erskine of Rosslyn
        3. John Erskine († 1817) ⚭ Mary Mordaunt
          1. Mary Erskine († 1892) ⚭  Sir Thomas Dyke Acland, 11. Baronet

    7. William Erskine (* 1676)
    8. Robert Erskine (1677–1718), Leibarzt von Zar Peter dem Großen
    9. Marion Erskine (* 1678)
    10. Kathrin Erskine (* 1679)
    11. Charles Erskine, Lord Tinwald (1680–1763), ⚭ (1) Grizel Grierson, ⚭ (2) Elizabeth Hairstanes
      1. (1) Christian Erskine (1715–1755) ⚭ Sir Robert Laurie, 4. Baronet
      2. (1) Charles Erskine (1716–1749), M.P.
      3. (1) James Erskine, Lord Alva (1722–1796), ⚭ (1) Margaret Macguire, ⚭ (2) Jean Stirling
        1. (2) Isabella Erskine ⚭ Patrick Tytler
        2. (2) John Erskine (1758–1793) ⚭ Christian Carruthers
          1. James Erskine of Aberdona (* 1787)
            1. Isabella Erskine († 1875) ⚭ Hon. James Murray, Sohn des Alexander Murray, 7. Lord Elibank

      4. (1) Patrick Erskine (* 1730) ⚭ Jean Wotherspoon
        1. John Erskine (* 1764) ⚭ Jane Speir
          1. Mary Erskine (1788–1882) ⚭ John Orr of Kaim

      5. Susanna Erskine ⚭ Robert Campbell of Monzie
      6. Jean Erskine (1726–1752) ⚭ William Kirkpatrick

    12. Henry Erskine (* 1682)
    13. Christian Erskine (* 1684)

  2. John Erskine, Colonel ⚭ Lady Mary Maule, Tochter des George Maule, 2. Earl of Panmure
    1. Helen Erskine († 1754) ⚭ Sir William Douglas, 2. Baronet
    2. Sir Charles Erskine

##### Linie St. Clair-Erskine of Rosslyn
1. James St. Clair-Erskine, 2. Earl of Rosslyn (1762–1837) ⚭ Harriet Elizabeth Bouverie  → Vorfahren siehe oben, Linie Erskine of Alva
  1. Lady Janet St. Clair-Erskine († 1880) ⚭ Bethell Walrond, 8. Marqués de Vallado
  2. Henry Alexander St. Clair-Erskine (* 1792; † jung)
  3. James St. Clair-Erskine, 3. Earl of Rosslyn (1802–1866), General der British Army, ⚭ Frances Wemyss
    1. Lady Harriet Elizabeth St. Clair-Erskine († 1867) ⚭ Georg Herbert Fürst Münster von Derneburg
    2. James Alexander George St. Clair-Erskine, Lord Loughborough (1830–1851)
    3. Robert St. Clair-Erskine, 4. Earl of Rosslyn (1833–1890) ⚭ Blanche Adeliza Fitzroy
      1. Lady Millicent Fanny St. Clair-Erskine (1867–1955), ⚭ (1) Cromartie Sutherland-Leveson-Gower, 4. Duke of Sutherland, ⚭ (2) Percy Desmond FitzGerald
      2. James St. Clair-Erskine, 5. Earl of Rosslyn (1869–1939), ⚭ (1) Violet Aline Vyner, ⚭ (2) Vera Mary Bayley
        1. (1) Lady Rosabelle Millicent St. Clair-Erskine (1891–1956), ⚭ (1) David Cecil Bingham, ⚭ (2) John Charles Brand
        2. (1) Francis Edward Scudamore St. Clair-Erskine, Lord Loughborough (1892–1929) ⚭  Sheila Margaret MacKellar Chisholm
          1. Anthony St. Clair-Erskine, 6. Earl of Rosslyn (1917–1977) ⚭ Athenais Marie Madeleine Victurnienne de Rochechouart de Mortemart
            1. Lady Caroline St. Clair-Erskine (* 1956) ⚭ Michael Francis Marten
            2. Peter St. Clair-Erskine, 7. Earl of Rosslyn (* 1958) ⚭ Helen M. Watters
              1. Jamie William St. Clair-Erskine, Lord Loughborough (* 1986)
              2. Lady Alice St. Clair-Erskine (* 1988)
              3. Lady Lucia St. Clair-Erskine (* 1993)
              4. Hon. Harry St. Clair-Erskine (* 1995)

          2. Hon. Peter George Alexander St. Clair-Erskine (1918–1939), Pilot Officer der Royal Air Force

        3. (2) Hon. James Alexander Wedderburn St. Clair-Erskine (1909–1973), Major der Coldstream Guards
        4. (2) Lady Mary Sybil St. Clair-Erskine (1912–1993), ⚭ (1) Sir Philip Gordon Dunn, 2. Baronet, ⚭ (2) Robin Francis Campbell
        5. (2) Hon. David Simon St. Clair-Erskine (1917–1985), Major der Royal Scots, ⚭ Antonia Mary Kelly
          1. Jonathan Harry St. Clair-Erskine (1949–1995) ⚭ Christine Inch

      3. Hon. Alexander Fitzroy St. Clair-Erskine (1870–1914)
      4. Lady Sybil Mary St. Clair-Erskine (1871–1910) ⚭ Anthony Fane, 13. Earl of Westmorland
      5. Lady Angela Selina Bianca St. Clair-Erskine (1876–1950) ⚭ James Stewart Forbes

  4. Hon. Henry Francis St. Clair-Erskine (1804–1829)

### Linie Erskine of Kellie
1. Thomas Erskine, 1. Earl of Kellie (1566–1639) ⚭ Anne Ogilvy → Vorfahren siehe oben, Hauptlinie
  1. Alexander Erskine, Viscount Fentoun († 1633) ⚭ Lady Anne Seton, Tochter des Alexander Seton, 1. Earl of Dunfermline
    1. Thomas Erskine, 2. Earl of Kellie († 1643)
    2. Alexander Erskine, 3. Earl of Kellie († 1677), ⚭ (1) Anna Kirkpatrick, ⚭ (2) Mary Dalzell
      1. (1) Lady Anne Erskine (* 1664) ⚭ Sir Alexander Erskine, 2. Baronet, of Cambo
      2. (2) Lady Mary Erskine (* 1666) ⚭ Sir Alexander Erskine, 2. Baronet, of Cambo
      3. (2) Lady Elizabeth Erskine (1673–1744) ⚭ Alexander Fraser, 4. Laird of Inverallochy
      4. (2) Alexander Erskine, 4. Earl of Kellie (1677–1710) ⚭ Lady Anne Lindsay, Tochter des Colin Lindsay, 3. Earl of Balcarres
        1. Alexander Erskine, 5. Earl of Kellie († 1756), ⚭ (1) Louisa Moray, ⚭ (2) Janet Pitcairn
          1. Thomas Erskine, 6. Earl of Kellie (1732–1781)
          2. Archibald Erskine, 7. Earl of Kellie (1736–1797)
          3. Lady Elizabeth Erskine († 1794), ⚭ (1) Walter Macfarlane of Macfarlane ⚭ (2) Alexander Colville, 7. Lord Colville of Culross
          4. Lady Janet Erskine (1742–1770) ⚭ Sir Robert Anstruther, 3. Baronet

        2. Lady Jean Erskine († 1735) ⚭ John Scott

    3. Lady Mary Erskine ⚭ Gavin Dalzell, 2. Earl of Carnwath
    4. Lady Sophia Erskine ⚭  Alexander Fraser, Master of Saltoun, Sohn des Alexander Fraser, 11. Lord Saltoun
    5. Sir Charles Erskine, 1. Baronet of Cambo († 1677) ⚭ Penelope Barclay  → Nachkommen siehe unten, Linie Erskine of Cambo
    6. Lady Anna Erskine ⚭  William Forbes, 11. Lord Forbes
    7. George Erskine († 1656)

  2. Lady Anna Erskine ⚭ Sir Robert Mowbray of Barnbougie

#### Linie Erskine of Cambo
1. Sir Charles Erskine, 1. Baronet of Cambo († 1677), Lord Lyon King of Arms, ⚭ Penelope Barclay → Vorfahren siehe oben, Linie Erskine of Kellie
  1. Sir Alexander Erskine, 2. Baronet of Cambo (1663–1727), Lord Lyon King of Arms, ⚭ (1) Lady Anne Erskine (* 1664), ⚭ (2) Lady Mary Erskine (* 1666)
    1. (1) Penelope Erskine (1682–1768)
    2. (1) Charles Erskine (1684–1687)
    3. (1) Alexander Erskine (1686–1727)
    4. (1) Sir Charles Erskine, 3. Baronet of Cambo (1687–1753)
    5. (1) Colin Erskine ⚭ Agatha Gigli
      1. Charles Erskine of Kellie (1739–1811), Kardinal

    6. (2) Sir John Erskine, 4. Baronet of Cambo (1690–1754)
    7. (2) Anna Erskine (* 1692)
    8. (2) Sir William Erskine, 5. Baronet of Cambo (1695–1781)
    9. (2) Sir David Erskine (1695–1769)
      1. (1) April Anne Agnes Erskine ⚭ William Dewar
      2. (2) Sir Charles Erskine, 6. Baronet of Cambo (1730–1790) ⚭ Margaret Chiene
        1. Sir William Erskine, 7. Baronet of Cambo (1759–1791)
        2. Charles Erskine, 8. Earl of Kellie (1765–1799)

      3. (2) Thomas Erskine, 9. Earl of Kellie (um 1745–1828) ⚭ Anne Gordon
        1. (illegitim) N.N.
          1. Sir David Erskine, 1. Baronet of Cambo (1792–1841) ⚭ Jane Silence Williams
            1. Jane Silence Erskine († 1826)
            2. Harriett Erskine († 1860)
            3. Mary Erskine († 1853)
            4. Caroline Erskine († 1893)
            5. Sir Thomas Erskine, 2. Baronet of Cambo (1824–1902) ⚭ Zaida Maria ffolliot
              1. Zaida Mary Erskine († 1922) ⚭ Philip Robert Anstruther
              2. Elythia Ruth Erskine († 1883) ⚭ Maj.-Gen. Andrew Gilbert Wauchope of Niddrie
              3. Harriet Caroline Erskine († 1949) ⚭ John Campbell Shairp
              4. Sir ffolliott William Erskine, 3. Baronet of Cambo (1850–1912) ⚭ Grace Hargreaves
                1. Sir Thomas Wilfred Hargreaves John Erskine, 4. Baronet of Cambo (1880–1944) ⚭ Magdalen Janet Anstruther
                  1. Sir Thomas David Erskine, 5. Baronet of Cambo (1912–2007) ⚭ Ann Fraser Tytler
                    1. Caroline Sarah Erskine (1948–1976) ⚭ Edmund Christopher Hope Sharpe
                    2. Sir Thomas Peter Neil Erskine, 6. Baronet of Cambo (* 1950)⚭ Catherine Jean Kilby Hewlett
                      1. Thomas Struan Erskine (* 1977)
                      2. James Dunbar Erskine (* 1979)
                      3. Gillian Christian Erskine (* 1983)
                      4. Mary Caroline Erskine (* 1986)

                    3. Dr. William Erskine (* 1952) ⚭ Mireille Abdelnour
                      1. Thomas Georges Erskine (* 1989)
                      2. Philip Neil Erskine (* 1991)

                  2. Mary Ruth Erskine (* 1913)
                  3. Ralph John Erskine (1914–1937), Lieutenant der Royal Navy
                  4. Diana Mildred Erskine (* 1915) ⚭ David Grant Buxton
                  5. Victoria Margaret Erskine (* 1919)
                  6. Penelope Anne Erskine (* 1920) ⚭ Peter Goldthorne Sugden
                  7. Constance Gertrude Erskine (1921–2015) ⚭ Oliver Patch
                  8. Harriet Katherine Lucinda Erskine (* 1924) ⚭ Hugh Doheny

                2. Zaida Grace Erskine (1882–1943) ⚭ Frederick Lewis Scrymgeour-Wedderburn

              5. Thomas Harry Erskine (1860–1924) ⚭ Kathleen Matilda Crosbie
              6. Jane Holland Gwenydd Erskine (1869–1959)
              7. Mary Lucy Erskine (1869–1955)

            6. David Holland Erskine (1828–1869) ⚭ Augusta Jane Stoddart
              1. Alice Augusta Erskine († 1949) ⚭ Wilfred Leigh-Pemberton
              2. Mary Silence Erskine († 1945) ⚭ John Milberne Leacock
              3. George Holland Erskine (1858–1929)
              4. Annie May Erskine (um 1863–1954)
              5. Sir James Malcolm Monteith Erskine (1863–1944), M.P., ⚭ Cicely Grace Quicke
                1. Janet Monteith Erskine (1899–1967) ⚭ John Wardrop-Moore
                2. Denys Malcolm Erskine (1903–1966) ⚭  Aleda Julia Brownfield
                  1. Denise Elizabeth Grace Erskine (* 1924), ⚭ (1) Richard Pigott, ⚭ (2) John James Delaney
                  2. Margaret Lucile Erskine (* 1927), ⚭ (1) Anthony Colin Radclyffe, ⚭ (2) Kenneth Warner

                3. Sir Derek Quicke Erskine (1905–1977) ⚭ Elizabeth Mary Stretton Spurrier
                  1. Jane Petal Erskine (* 1928), ⚭ (1) William Lee Harragin, ⚭ (2) Robert William Young
                  2. Francis David Monteith Erskine (1929–2013) ⚭ Marie Claude Irène Mange
                    1. Clive Patrick Monteith Erskine (* 1959)
                    2. Guy Francis Erskine (* 1961)

                  3. Charles Malcolm Erskine (* 1949)

                4. Keith David Erskine (1907–1974) ⚭ Audrey Rosemary Skinner
                5. Sarah Gay Erskine (* 1946) ⚭ Alex Ryan
                6. Aleda Grace Elizabeth Erskine (* 1948)
                7. Fiona Margaret Erskine (* 1949) ⚭ Sir Richard Clive Mottram
                8. Deborah Mary Erskine (* 1951) ⚭ David Langford Holt
                9. Simon David Erskine (* 1953) ⚭ Alex Ryan
                  1. Audrey Mary Ryan (* 1970)
                  2. Robert Keith Ryan (* 1973)

                10. Kathrina Jane Erskine (* 1957)
                11. James Monteith Erskine (1907–1965) ⚭ Kathleen Brookes
                  1. David Monteith Erskine (* 1933) ⚭ Tessa Victoria Vernon
                    1. Dominic James Erskine (* 1962)
                    2. Malcolm David Vernon Erskine (* 1963)
                    3. Susan Eileen Erskine (* 1970)

                  2. Shirley Monteith Erskine (* 1933) ⚭ Barry Michael Clarke

              6. Blanche Anstruther Erskine (um 1864–1929) ⚭ John Hart
              7. Gwenydd Erskine (um 1865–1949)
              8. David Wingfield Erskine (1868–1931) ⚭ Emily Margarette Blandy
                1. Winifred Erskine (1901–1993) ⚭ Charles Maxwell Orr Sawers
                2. Violet Erskine (1904–1966) ⚭ Charles Albert Cairns

              9. Caroline Carew Erskine (um 1873–1963)

            7. Hugh Henry Erskine (1839–1907) ⚭ Gwenwydd Frances Rowley
              1. Francis Conwy Erskine (1867–1931)
              2. Henry Vere Erskine (* 1868)

      4. (2) Methven Erskine, 10. Earl of Kellie (um 1750–1829) ⚭ Joanna Gordon

    10. (2) Sophia Erskine (* 1698)
    11. (2) Thomas Erskine (1699–1783) ⚭ Jean Rue

### Linie Erskine of Dun
1. John Erskine, 1. Laird of Dun → Vorfahren siehe oben, Hauptlinie
  1. Alexander Erskine, 2. Laird of Dun († vor 1468)
    1. John Erskine, 3. Laird of Dun († 1508) ⚭ Mariota Graham
      1. John Erskine, 4. Laird of Dun (⚔ 1513 bei Flodden Field) ⚭ Katherine Monypenny
        1. Tochter ⚭ Walter Lindsay
        2. John Erskine, Younger of Dun (⚔ 1513 bei Flodden Field) ⚭ Margaret Ruthven, Tochter des William Ruthven, 1. Lord Ruthven
          1. Sir John Erskine, 5. Laird of Dun (1509–1590) ⚭ Lady Elizabeth Lindsay, Tochter des David Lindsay, 8. Earl of Crawford
            1. Robert Erskine, 6. Laird of Dun († 1590)
              1. John Erskine, 7. Laird of Dun († 1591) ⚭ Agnes Ogilvy
                1. John Erskine, 8. Laird of Dun († 1592) ⚭ Margaret Keith
                  1. John Erskine, 9. Laird of Dun († 1610) ⚭ Magdalen Halyburton

                2. David Erskine († vor 1610) ⚭ Jean Maule
                  1. John Erskine, 10. Laird of Dun († jung)
                  2. Sir Alexander Erskine, 11. Laird of Dun († 1667) ⚭ Margaret Lindsay
                    1. Marie Erskine (* um 1624) ⚭ James Allardyce

            2. Margaret Erskine († 1599) ⚭ Patrick Maule
            3. Walter Erskine ⚭ Agneta Strachan of Thornetour
              1. Walter Erskine ⚭ Elisabeth Melvil
                1. Walter Erskine (1569–1643) ⚭ Anna Forast (1573–1621)
                  1. Alexander Freiherr Erskein (1598–1656), ⚭ (1) Euphrosina Sibrand (1608–1647), ⚭ (2) Lucia Christina von Wartensleben
                    1. (2) Alexander Freiherr Erskein († 1687)
                    2. (2) Carl Gustaf Freiherr Erskein (⚔ 1690 bei Fleurus)
                    3. (2) Anna Elisabet Erskein (1650–1690) ⚭ Hartwig Christoffer von Bülow
                    4. (2) Anna Dorothea Erskein (1651–1667)
                    5. (2) Charlotte Beata Franzina Erskein (1653–1673)
                    6. (2) Kristina Erskein ⚭ Didrik Schultze

        3. Sir Thomas Erskine of Brechin († nach 1542) ⚭ Elizabeth Scrymgeour
          1. Margaret Erskine († 1599) ⚭ John Allardyce
          2. Mary Erskine ⚭  George Barclay, 10. Laird of Mathers
          3. John Erskine of Balhagardy (* um 1528) ⚭ Margaret Douglas, Tochter des Sir Archibald Douglas, 1. Laird of Glenbervie († 1570)

        4. Janet Erskine ⚭ Alexander Durham, 6. Laird of Grange
        5. Elizabeth Erskine ⚭ George Falconer, 3. Laird of Halkerton

      2. Isobel Erskine ⚭ Robert Lundie of Benholm